# Thorium (Band)
Thorium ist eine dänische Death-Metal-Band aus Kopenhagen, die 1997 gegründet wurde.

## Geschichte
Die Band wurde Ende 1997 gegründet. Nach etwa einem Jahr folgten die ersten Auftritte, wobei Thorium unter anderem Vorgruppe für Artillery war. Durch ein Demo, das aus zwei Liedern besteht, erreichte die Gruppe einen Vertrag bei Diehard Music. Im Sommer 1999 begab sich die Gruppe in das Grieghallen Studio in Bergen, wo Pytten und Herbrand Larsen von Audrey Horne sie als Produzenten betreuten. Abgemischt wurde das Material von Jacob Hansen. Das Album erschien daraufhin Anfang 2000 unter dem Namen Oceans of Blasphemy. Da das Label Nazi-Texte hinter den Songs vermutete, trennte es sich danach von der Band, jedoch wurde der Vertrag schon bald wieder aufgenommen, nachdem sich die Vorwürfe als haltlos erwiesen hatten. In dem deutschen Magazin Rock Hard wurde die Band daraufhin als „Best Newcomers of 2000“ bezeichnet. Nach der Veröffentlichung folgten Auftritte in ganz Dänemark und die Gruppe war in Tschechien auf dem Nuclear Storm Festival zu sehen. Drei Jahre später begab sich die Band im Januar 2003 in das Exponent Studio in der Slowakei, um mit den Produzenten Tomáš Kmeť und Roman Slavik das nächste Album aufzunehmen. Ursprünglich waren zu diesem Zweck die Red House Studios vorgesehen und Piotr „Peter“ Wiwczarek von Vader als Produzent. Weil Wiwczarek jedoch absagen musste, musste der Plan verworfen werden. Das aufgenommene Material wurde dann von Tue Madsen gemastert. Das Album erschien unter dem Namen Unleashing the Demons. Es enthält als letzten Song das Cancer-Cover Cancer Fucking Cancer. Im Sommer 2003 trat die Band auf den Festivals Party.San in Deutschland und Brutal Assault in Tschechien auf. Währenddessen musste aufgrund des Bankrotts von Diehard Records die Zusammenarbeit mit dem Label beendet werden und Morten Ryberg und Jesper Frost Jensen verließen Thorium. Ende 2005 meldete sich die Band mit einem Demo mit drei Liedern zurück, das im August im Berno Studio in Malmö unter der Regie von Berno Paulsson aufgenommen worden war. Diese Aufnahmen erschienen als EP unter dem Namen Cast from Hell bei Mighty Music, einem Sub-Label von Prutten Records. Das dritte, Feral Creation betitelte, Album erschien im Februar 2008 bei Mighty Music. Hierauf ist Marcel Lech Lysgaard als neuer Gitarrist, Kaspar Boye „KB“ Larsen als neuer Bassist und Nikolaj „Niko“ Borg als neuer Schlagzeuger zu hören. Die Besetzung war hierbei dieselbe wie von Withering Surface, einer alten Band von Andersen, im Jahr 1999.

## Stil
Laut Joel McIver in seinem Buch Extreme Metal II bietet die Band geschickt gespielten und aggressiven Death Metal. Im Interview mit dem Rock Hard gab Michael Hvolgaard „MHA“ Andersen an, dass er mit der Gründung von Thorium seine Sympathie zum Old-School-Death-Metal Ausdruck verleihen wollte, weshalb er Musiker mit ähnlicher Vorliebe um sich geschart habe. Er sei dabei anfänglich durch Gruppen wie Pestilence, Deicide, Possessed, Morbid Angel und Darkthrone (insbesondere Soulside Journey) beeinflusst worden. Er habe versucht, die besten Elemente aus dem skandinavischen und dem US-amerikanischen Death Metal zu verbinden. Die Texte von Ocean of Blasphemy seien blasphemisch, wobei er sich selbst nicht als Satanist, sondern eher als Atheist bezeichnen würde. In einem 2008er Rock-Hard-Interview gab Andersen an, dass die Einflüsse damals Florida-Death-Metal-Bands wie Deicide und Morbid Angel sowie schwedische Gruppen wie Entombed oder At the Gates waren, während alles nun kontrollierter und reifer sei und eher englische Bands wie Bolt Thrower und Napalm Death zu den Haupteinflüssen zählen würden. In seiner Rezension zu Ocean of Blasphemy schrieb Frank Albrecht vom Rock Hard, dass hierauf klassischer Death Metal zu hören ist, wobei die Geschwindigkeit der Songs meist hoch sei. Das Album weise klare Strukturen auf, sei eingängig und böse und gelegentlich melodiös. Die Gruppe verbinde die Riffs US-amerikanischer Death-Metal-Bands der frühen 1990er Jahren mit damals aktuellen skandinavischen Bands des Genres. In einer späteren Ausgabe rezensierte Volkmar Weber Unleashing the Demons und stellte Einflüsse von sowohl schwedischem als auch US-amerikanischem Death Metal fest. Zudem seien Gemeinsamkeiten zu Metallica und Slayer hörbar und es würden Blastbeats zum Einsatz kommen. Das Album könne es mit Veröffentlichungen von Cannibal Corpse aufnehmen. In einer weiteren Rezension von Albrecht zu Feral Creation schrieb er, dass die Musik weiterhin dem klassischen Death Metal im Stil der 1990er Jahre verpflichtet sei, mit einem Gesang, der aus klassischen nicht gegurgelten Growls bestehe. Die Geschwindigkeit sei fast immer hoch. Die Songs seien einfach strukturiert, aber technisch anspruchsvoll, und nichts für Fans komplexer Strukturen im Stil von Job for a Cowboy oder Nile. Matthias von Metal.de rezensierte das Album ebenfalls. Die Gruppe spiele, resümierte er, klassischen Death Metal, der zwischen verschiedenen Geschwindigkeitsstufen wechsle. Die Gruppe sei durch schwedische und etwas auch durch US-amerikanische Genre-Vertreter beeinflusst worden.

## Diskografie
- 2000: Ocean of Blasphemy (Album, Diehard Records)
- 2002: Unleashing the Demons (Album, Diehard Records)
- 2003: Checkpoint #4 (Split mit Aurora Borealis Gurd, Thorium, Koldborn und 2Ton Predator, Diehard Music)
- 2005: Demo 2005 (Demo, Eigenveröffentlichung)
- 2007: Cast from Hell (Single, Prutten Records)
- 2008: Feral Creation (Album, Mighty Music)
- 2022: Danmark (Album, Emanzipation)